# بيتر فان دي كامب
بيتر فان دي كامب (بالإنجليزية: Peter van de Kamp؛ بالهولندية: Peter van de Kamp) هو عالم فلك وأستاذ جامعي هولندي وأمريكي، ولد في 26 ديسمبر 1901 في كامبن في هولندا، وتوفي في 18 مايو 1995 في أمستردام في هولندا.

## وصلات خارجية
- بيتر فان دي كامب على موقع الموسوعة البريطانية (الإنجليزية)